# Carl Otto Nicolai
Carl Otto Ehrenfried Nicolai, talvolta indicato semplicemente come Otto Nicolai o Ottone Nicolai (Königsberg i. Pr., 9 giugno 1810 – Berlino, 11 maggio 1849), è stato un compositore e direttore d'orchestra tedesco, fondatore della Wiener Philharmoniker e famoso soprattutto per la composizione di alcune opere tra cui Le allegre comari di Windsor.

## Biografia
Da suo padre, il direttore d'orchestra Carl Ernst Daniel Nicolai, il giovane Otto Nicolai prese le prime lezioni di musica, fino ai 17 anni. Terminata l'educazione tra le mura di casa, se ne andò a Berlino per proseguire gli studi.
Terminati con successo gli studi presso il Königliches Institut für Kirchenmusik (Reale Istituto per la musica sacra), svolti sotto la supervisione di Carl Friedrich Zelter e Bernhard Klein tra il 1827 e il 1830, ottenne il posto di organista presso la cappella prussiana di Roma. Qui, nel 1835, prese lezioni da Giuseppe Baini. A Roma si occupò intensamente dello studio dei lavori di Palestrina e di altri compositori classici italiani.
Nel 1837 Nicolai scambiò il suo ruolo col maestro di cappella Conradin Kreutzer, del Kärntnertortheater di Vienna. Nel 1838 tornò a Roma e iniziò la composizione di musica d'opera. Nel 1841 Nicolai fece ritorno a Vienna e diede inizio ai Concerti Filarmonici, fondando più tardi i Wiener Philharmoniker.
Una Messa dedicata a Re Federico Guglielmo IV, scritta nel 1843, e una Ouverture, "Eine feste Burg", per i 200 anni dell'Università di Königsberg, lo legarono definitivamente a Berlino, dove divenne Direttore del Coro del Duomo e Maestro di Cappella della Regia Opera (Staatsoper Unter den Linden), nel 1847.
Carl Otto Nicolai compose, oltre a opere liriche, anche numerosi Lieder e Cori sacri e profani. Tra le sue opere spicca Die lustigen Weiber von Windsor (Le allegre comari di Windsor), rappresentata a Berlino il 9 marzo 1849. L'autore sarebbe morto otto settimane più tardi in seguito a un colpo apoplettico.

## Opere

### Opere liriche
- La figlia abbandonata (incompleta, da cui un quintetto, Milano 1837)
- Rosmonda d'Inghilterra (Torino 1838)
- Enrico II, melodramma serio in 2 atti, libretto di Felice Romani (26 novembre 1839, Teatro Grande poi Teatro Verdi (Trieste) con Carolina Ungher, Napoleone Moriani e Domenico Cosselli)
- Il templario (11 febbraio 1840, Teatro Regio di Torino, Libretto: Girolamo Maria Marini diretta da Giovanni Battista Polledro)
- Il Proscritto, melodramma in 3 atti, libretto di Gaetano Rossi (13 marzo 1841, Milano, Teatro alla Scala di Milano con Erminia Frezzolini e Domenico Donzelli)
- Mariana (1841, Milano, Teatro alla Scala di Milano)
- Teodosia (1843, Napoli, Teatro San Carlo)
- Die Heimkehr des Verbannten (1844, Vienna)
- Le allegre comari di Windsor (Libretto: Salomon Hermann Mosenthal da William Shakespeare, 1849)

### Sinfonie
- Symphonie in D-Dur

### Messe
- Missa in D (1835)

### Cori
- Der 54. Psalm (1834)
- Hymnus „Benedicta et venerabilis es virgo Maria" (1834)
- Pater noster op. 33 (1836)
- Der 13. Psalm (1846)
- Der 100. Psalm (1848)
- Der 31. Psalm Herr, auf dich traue ich für 8-stimmigen gem. Chor (1849)
- Der 84. Psalm (1848)
- Der 97. Psalm Der Herr ist König
- Te Deum

### Canzoni
- Wenn sanft des Abends, op. 2a
- Der Schäfer im Mai / Männersinn, op. 3
- Abschied, op. 13
- Auf ewig dein, op. 14
- Wie der Tag mir schleicht / Die Schwalbe, op. 15
- Lebewohl / An die Entfernte / Randino / Das treue Mädchen, op. 16
- Schlafendes Herzenssöhnchen, op. 19
- Rastlose Liebe, op. 23
- Die Träne, op. 30
- Die Beruhigung / Der getreue Bub / Stürm, stürm, du Winterwind, op. 34
- Der Kuckuck / Flohjammer / Du bist zu klein, mein Hänselein, op. 35
- Herbstlied, op. 37